# ديريك سافاج
ديريك سافاج (بالإنجليزية: Derek Savage)‏ هو لاعب كرة القدم الغالية أيرلندي، ولد في 1978 في غالواي في جمهورية أيرلندا.